# Krasnogłówka
Krasnogłówka, barwinka czerwonogłowa (Pionopsitta pileata) – gatunek średniej wielkości ptaka z rodziny papugowatych (Psittacidae). Występuje we wschodniej części Ameryki Południowej. Nie jest zagrożona wyginięciem.

## Taksonomia
Po raz pierwszy gatunek opisał Giovanni Antonio Scopoli w 1769 w Annus I-(V) Historico-Naturalis. Nowemu gatunkowi nadał nazwę Psittacus pileatus (epitet gatunkowy pileatus oznacza z łaciny „noszący czapkę”). Holotyp pochodził z południowo-wschodniej Brazylii. Obecnie (2020) Międzynarodowy Komitet Ornitologiczny umieszcza krasnogłówkę w monotypowym rodzaju Pionopsitta, opisanym w 1854 przez Bonapartego; nie wyróżnia podgatunków. Badania nDNA i mtDNA wykazały, że krasnogłówka to takson siostrzany względem grupy obejmującej m.in. malachitkę (Triclaria malachitacea) i Pyrilia.

## Morfologia
Długość ciała wynosi około 22 cm, masa ciała 98–120 g. U krasnogłówek występuje dymorfizm płciowy w upierzeniu, co jest nietypowe dla południowoamerykańskich papug. Upierzenie głównie zielone. Ogon stosunkowo krótki, zwężony. U samca występuje jaskrawoczerwona czapeczka, sięga pod oko i w tył po pokrywy uszne. U samicy głowa jest głównie zielona, czoło jasnoniebieskie. Zasięg czerwieni na głowie różni się u poszczególnych osobników. U ptaków obydwu płci barki są fioletowe, podobnie jak krawędzie skrzydła i pióra wzdłuż kości dłoni. Spód ogona i pokrywy podskrzydłowe niebieskozielone. Dziób ciemnobrązowy, w przód barwa przechodzi w rogową. Wokół oka dostrzec można nagą szarą skórę. Tęczówka szarobrązowa, podobnie jak nogi. Długość skrzydła wynosi 141–152 mm, długość ogona 64–76 mm, dzioba 17–19 mm, skoku 14–16 mm.

## Zasięg występowania
Krasnogłówki zamieszkują południowo-wschodnią Brazylię (południowo-wschodni stan Bahia po Rio Grande do Sul), wschodni Paragwaj i północno-wschodnią Argentynę (prowincja Misiones). BirdLife International szacuje całkowity zasięg występowania na 1,65 mln km².

## Ekologia i zachowanie
Środowiskiem życia krasnogłówek są lasy, głównie te tropikalne i zdominowane przez araukarie. Odwiedza również miejsca, gdzie prowadzona jest częściowa wycinka. Niektóre z krasnogłówek prowadzą nomadyczny tryb życia. Od maja do września w większych stadach migrują między wybrzeżem a wnętrzem kontynentu. Odnotowywane bywały od 300 m n.p.m. do 1500 m n.p.m. (w nadbrzeżnych pasmach górskich w Brazylii). We wschodnim Paragwaju ważnym składnikiem pożywienia są owoce euterpy jadalnej (Euterpe edulis), odnotowano również pożywianie się owocami zastrzalinów (Podocarpus) i psianek (Solanum), nasionami Solanum mauricianum i korą eukaliptusów, w Rio Grande do Sul odwiedzają również sady owocowe. Są towarzyskie, tworzą stada liczące do około 10 osobników.

### Lęgi
Prawdopodobnie lęgi odbywają się od listopada do stycznia. Podczas zalotów (obserwowanych w niewoli) samiec śpiewa przed samicą, rozpościera ogon i przejeżdża dziobem wzdłuż gałęzi. Gniazdo umieszczone jest w dziupli drzewa. Zniesienie liczy 2 jaja, w niewoli są to 3–4 (według innego źródła do 5); inkubacja trwa 23–24 dni, wysiaduje tylko samica. Według obserwacji z niewoli samica raz lub dwa w ciągu dnia opuszcza budkę – „dziuplę”. W trzecim tygodniu życia można już rozpoznać płeć pisklęcia – u samców czoło jest czerwonawe. W gnieździe przebywają 7 lub 8 tygodni.

## Status
IUCN uznaje krasnogłówkę za gatunek najmniejszej troski (LC, Least Concern) nieprzerwanie od 2000 roku (stan w 2021); wcześniej miała status gatunku bliskiego zagrożenia wyginięciem (NT, Near Threatened). Liczebność populacji nie została oszacowana, ale ptak ten opisywany jest jako rzadki. BirdLife International ocenia trend populacji jako spadkowy ze względu na utratę siedlisk. Gatunek ten jest ujęty w I załączniku konwencji waszyngtońskiej (CITES). Nie jest często spotykany w hodowlach.